# 한국대중음악박물관
한국대중음악박물관은 경주 보문관광단지에 위치한 2015년 4월 25일 개관한 박물관이다. 1925년 한국대중음악의 효시인 안기영의 〈내 고향을 이별하고〉를 시작으로 한국 최초 댄스가수 이금희쇼케이스, 영화 OST특별관, K-pop특별전시관, 신중현과 한대수관, 한국 대중음악 100대 명반관, 한민족 최초 소리관 등 여러 기획 전시가 진행되고 있다. 층당 330평 규모에 총 3개의 층을 사용하고 있으며 1층에는 음악카페, 공연실이, 2층에는 각종 전시실이, 3층에는 미국 웨스트 일렉트릭 대형 오디오가 비치된 음향실이 있다. 박물관의 지하는 악기체험관,어린이 체험관,동전노래방,포토존으로 구성되어있다. 관람객들은 박물관 내 태블릿 PC를 통해 전시된 대표 음반의 음악을 들어볼 수 있다. 또한 해설을 원할 시 1층 매표소에서 별도로 요청을 하면 해당 실무자에게 안내를 받을 수 있다. 한국대중음악박물관 주변으로 약 1.033ha에 걸쳐 조성되어 있는 보문공원은 CNN에서 '한국에서 꼭 가봐야 할 곳'으로 선정되었다.

## 상설전시
웨스턴 일렉트릭 16A(WE 16A 혼), 웨스턴 일렉트릭 미로포닉(Mirrophonic)시스템, 자이스이콘이코복스, 프로페셔널 오토그래프, 웨스턴 일렉트릭 41+42+43 앰프 시스템 등 진귀한 음향 시스템이 박물관 3층 오디오100년사관에 상설 전시되고 있다.

## 이용
- 박물관 폐관 1시간 전까지만 입장할 수 있다.
- 만 36개월 미만, 65세 이상인 경우 무료 입장이 가능하다.
- 1,4,5,7,8월에는 오전 10시부터 오후 7시까지 개관하며, 그 외 평일이나 주말에는 오전 10시부터 오후 6시까지 개관한다.
- 매주 월요일과 화요일은 휴관일이나, 공휴일 또는 단체관람예약 시 정상 개관한다

## 연혁[6]
- 2015년 4월, 한국대중음악박물관 개관
- 2015년 5월, CAFE 랩소디인블루 오픈
- 2015년 8월, 한국인 최초 음원 실린더 원통형 음반전시, 피아노계단 설치, 지하 어린이 체험공간 개관
- 2015년 10월, CBS 전국공개방송 '오후의 향기 김현주입니다' 및 TBN 경북교통방송 '낭만콘서트' 공개방송
- 2015년 11월, 인디밴드 갤럭시익스프레스 전국투어 공연, 정부 인증 제 1종 전문박물관 등록(경북 제 2015-3호)
- 2015년 12월, 한대수 데뷔 45주년 기념공연
- 2016년 3월, 한국대중음악박물관 도록 출간 예정
- 2017년 4월, 윤심덕의 '사의찬미' 특별기획전 개최
- 2017년 6월, 제 1회 보문호반동요제 개최
- 2018년 4월, 잠실 롯데몰 대중음악박물관카페 오픈
- 2018년 7월, kpop 아이돌의상 특별 전시
- 2018년 11월, 장욱조 50주년 기념콘서트 개최
- 2019년 7월, 세계최초 소리예술과학박물관 개관
- 2019년 8월, 수지 롯데몰 대중음악박물관카페 오픈